# Hrabstwo Runnels

Piramida wieku hrabstwa

Hrabstwo Runnels – hrabstwo położone w USA, w zachodnio–środkowym Teksasie. Utworzone w 1858 r. Według danych z 2023 liczy 9868 mieszkańców (w tym 35,4% stanowili Latynosi). Siedzibą hrabstwa jest Ballinger. W południowo–wschodniej części hrabstwa na rzece Colorado znajduje się duży zbiornik wodny – O.H. Ivie Lake.

## Gospodarka
53% areału gospodarstw zajmują pastwiska, 43% uprawy i 2,5% to obszary leśne.
- hodowla owiec i kóz (26. miejsce w stanie), świń (29. miejsce) i bydła[3]
- przemysł mleczarski[3]
- uprawa bawełny i pszenicy[3]
- 24% zatrudnionych w usługach zdrowotnych lub edukacyjnych i 14% w dziale produkcji[4]
- wydobycie ropy naftowej[5].

## Miasta
- Ballinger
- Miles
- Winters

## Sąsiednie hrabstwa
- Hrabstwo Taylor (północ)
- Hrabstwo Coleman (wschód)
- Hrabstwo Concho (południe)
- Hrabstwo Tom Green (południowy zachód)
- Hrabstwo Coke (zachód)
- Hrabstwo Nolan (północny zachód)

## Demografia
W latach 2000–2020 populacja hrabstwa skurczyła się o 13,9%. Według danych pięcioletnich z 2023 roku, mieszkańcy deklarują głównie pochodzenie meksykańskie (30,5%), mieszane (21%), niemieckie (20,8%), irlandzkie (8,8%), angielskie (6,9%), „amerykańskie” (4,7%) i afroamerykańskie (3%).

## Religia
Większość mieszkańców to ewangelikalni protestanci i 28,6% deklaruje katolicyzm (dane z 2020).